# L’oiseau et l’enfant
A L'oiseau et l'enfant (magyarul: A madár és a gyermek) című dal volt az 1977-es Eurovíziós Dalfesztivál győztes dala, melyet a francia Marie Myriam adott elő francia nyelven.

## Az Eurovíziós Dalfesztivál
A dal a március 6-án rendezett francia nemzeti döntőn nyerte el az indulás jogát.
A dal egy ballada, melynek szövege egy metaforára épül: az énekes maga a gyermek, szerelme pedig a madár.
A május 7-én rendezett döntőben a fellépési sorrendben tizennyolcadikként adták elő, a belga Dream Express A Million In One, Two, Three című dala után. A szavazás során százharminchat pontot szerzett, mely az első helyet érte a tizennyolc fős mezőnyben. Ez volt Franciaország ötödik, és eddig utolsó győzelme.
A következő francia induló Joël Prevost Il Y Aura Toujours Des Violons című dala volt az 1978-as Eurovíziós Dalfesztiválon.
A következő győztes az izraeli Izhar Cohen & Alphabeta A-Ba-Ni-Bi című dala volt.

### Kapott pontok
|                                              | Zsűrik |     |     |     |     |     |     |     |     |     |     |     |     |     |     |     |     |  |
| IRE                                          | MON    | NED | AUT | NOR | GER | LUX | POR | GBR | GRE | ISR | SUI | SWE | ESP | ITA | FIN | BEL | FRA |  |
| Kapott pontok                                | 10     | 4   | 8   | 7   | 3   | 12  | 10  | 5   | 6   | 7   | 10  | 12  | 6   | 10  | 10  | 12  | 4   |  |
| A tábla a fellépés sorrendjében van rendezve |        |     |     |     |     |     |     |     |     |     |     |     |     |     |     |     |     |  |

## Slágerlistás helyezések
| Slágerlisták (1977) | Lh.* |
| ------------------- | ---- |
| Ausztria            | 15   |
| Belgium (Flandria)  | 6    |
| Belgium (Vallónia)  | 1    |
| Egyesült Királyság  | 42   |
| Hollandia           | 23   |
| Németország         | 19   |
| Svájc               | 2    |
| Svédország          | 5    |

*Lh. = Legjobb helyezés.

## A dal változatai
- L'oiseau et l'enfant (francia)
- L'oiseau et l'enfant (francia, új felvétel, 1986)
- L'oiseau et l'enfant (francia, új felvétel, 2002)
- The bird and the child (angol)
- Der Vogel und das Mädchen (német)
- El zagal y el ave azul (spanyol)
- A ave e a infância (portugál)

## Külső hivatkozások
- Dalszöveg
- YouTube videó: A L'oiseau et l'enfant című dal előadása a londoni döntőn